# Aloysia Weber
Aloysia Weber (ca. 1760 i Zell im Wiesental – 8. juni 1839 i Salzburg) var en tysk operasanger (sopran).
Hendes døbenavn var Maria Aloisia Louisa Antonia Weber. Efter ægteskab i 1780 også kendt som Aloysia Lange og som kunstnernavn anvendte hun omkring år 1800 Louise Lange.
Aloysia var datter af Fridolin Weber (1733 – 1779) (bassanger ved hofoperaen i Mannheim) og hustru Cäcilia Stamm (1727 – 1793). Familien flyttede til Mannheim i ca. 1763. Parret havde 4 døtre, der alle var vokalt begavede: Josepha (1758-1819) (den første Nattens dronning), Aloysia, Constanze (1763-1842) og Sophie (1763-1846). Af disse var Aloysia nok det største talent, og man bemærkede tidligt hendes usædvanlige stemme. Pga. hendes lovende karriere flyttede hele familien til München i 1778, hvor hun blev hofsangerinde. Herved blev hun hovedforsørger for hele familien. Året efter flyttede de videre til Wien. Mozart satte stor pris på hendes stemme og komponerede adskillige arier specielt til hende, og hun var til gengæld en af de vigtigste fortolkere af hans værker.